# A Perfect Match
Man zkt vrouw —título original en neerlandés, conocida internacionalmente con el nombre en inglés A Perfect Match— es una película belga de 2007, protagonizada por Jan Decleir, Wim Opbrouck y Maria Popistasu. Ganó la condecoración Golden Reel Award al mejor actor en el Tiburon International Film festival, Estados Unidos, y el de la mejor interpretación femenina en Festival du Cinéma Européen Cinessonne, París, Francia.

## Argumento
La historia se ambienta en una Bélgica contemporánea y sigue la vida de Leopold Vossius (Jan Decleir), un exdirector de escuela recientemente retirado, viudo y artista aficionado. Luego de su jubilación, su ama de llaves Ada (Leny Breederveld) le anuncia que vuelve a su país natal Rumania. Esto sume en una depresión a Leopold, quien además de ser totalmente dependiente de su casera tenía sentimientos no confesados hacia ella. Decide, tras la partida de Ada, buscar una mujer que le brinde contención emocional y lo ayude a organizar su enorme casa. Con ayuda de su vecino Julien (Wim Opbrouck), se inscribe en un sitio web de citas truelove.com, que ofrece la opción de buscar personas según intereses en común y que se manifiestan en un «porcentaje de compatibilidad». A pesar de las dudas de Leopold, arregla una primera cita con una mujer joven a través de este sitio. En el ínterin, llega desde Rumania Alina (Maria Popistasu), una pariente de Ada que busca trabajo como la nueva mucama del protagonista y no habla fluidamente el neerlandés. Leopold la recoge en la estación de trenes y le ofrece la habitación vacía de su hijo en su casa para que se instale mientras ella busca una residencia en la ciudad, y se dirige rápidamente a su cita en un bar de la zona. 
Por sus propias inseguridades y dudas, decide seguir buscando pretendientes en truelove.com y en los próximos días arregla una seguidilla de citas con mujeres de todo tipo, a las cuales siempre recibe con una linografía como regalo que él mismo creó. Leopold no queda satisfecho con ninguna y con todas las candidatas inventa excusas para no volver a verlas, como supuestos viajes al exterior y razones de fuerza mayor. Mientras tanto Alina comienza a trabajar y tanto Vossius como Julien se dan cuenta de que no es tan eficiente como su anterior casera. Alina es torpe y emocional, y en los primeros días rompe varios utensilios y electrodomésticos en su afán de hacer bien sus quehaceres. Tanto Julien como Alina se unen en la búsqueda y Vossius se concentra en sus citas, y al final del mes había rechazado más de veinte mujeres. 
Una mañana, Alina le pide a su jefe que la acompañe a un centro comercial para comprar ropa. Allí Leopold divisa a una de las mujeres a la que le había dicho que estaría de viaje. Nervioso, busca un escondite y termina dentro de los probadores de ropa, ocupado por Anne-Marie (Manuela Servais), su segunda cita. Ambos se besan y arreglan un segundo encuentro, esta vez en casa de Leopold. Durante la cena, Alina se viste como una mucama y atiende a la pareja. Anne-Marie se da cuenta del incipiente embarazo de la joven y Leopold se entera del, hasta entonces, secreto de su ama de llaves. Su cita se retira al día siguiente, dejando al anfitrión confundido.
Leopold comienza a desarrollar sentimientos hacia Alina, y la invita a un fin de semana en las costas de Francia, con la excusa de querer concentrarse en su arte. Un día en la playa, la joven descubre una serie de retratos y desnudos artísticos de ella dibujados por Leopold. En ese momento, el le confiesa sus sentimientos y que sabe sobre su embarazo, y se ofrece a cuidar de ella y de su bebé. Al principio Alina se muestra dubitativa, temerosa que le vuelvan a romper el corazón, pero termina por corresponder sus sentimientos. De vuelta en Bélgica, la recién conformada pareja se dirige hacia la casa de Vossius cuando aparece el exnovio de Alina, dispuesto a recuperarla.

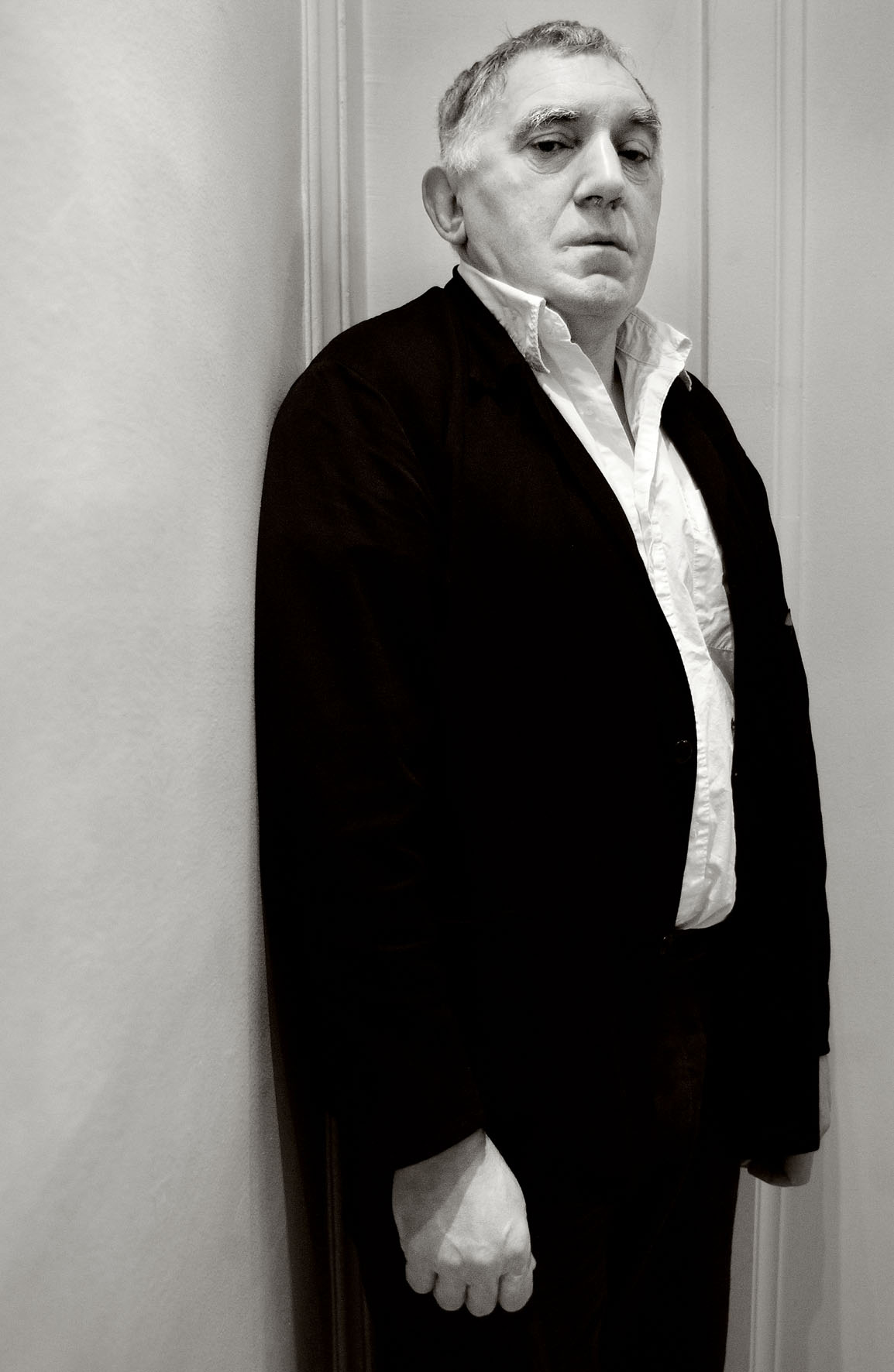
El actor belga Jan Decleir encarnó al protagonista principal Leopold Vossius

El joven esgrime diversos argumentos como el deseo de cuidar de su hijo, pero Alina lo rechaza y declara estar enamorada de Leopold. Este último, sin embargo, se conmueve ante la insistencia del novio de su mucama y le pide a ella que le de una nueva oportunidad, negándose a continuar su relación con Alina. Finalmente, la joven pareja emprende su rumbo devuelta a su país natal en auto mientras Leopold los contempla desde la ventana mientras se alejan.

## Reparto principal
- Jan Decleir, como Leopold Vossius.
- Maria Popistasu, como Alina.
- Wim Opbrouck, como Wim Opbrouck.
- Manuela Servais, como Anne-Marie.

Fuente:

## Críticas
Jeff Lee, para su sitio web Jeffleemovies.com le asigó a la película una negativa puntuación de dos estrellas sobre un total de cinco. Declaró que la manera en que transcurren los acontecimientos es «dolorosamente lenta», que a pesar de que «trata cada momento con el respeto que merece, olvida que el público tiene un periodo de atención limitado». Sobre el argumento, consideró que la idea de retratar una relación de alguien de clase alta que se enamora de una persona pobre que le enseña los valores de la vida, es muy común en el mundo fílmico. Boyd van Hoeij, crítico para european-films.net, habló positivamente respecto del filme y destacó el labor de Jan Decleir, a la que se refirió como «una actuación finamente matizada que constituye los cimientos de la película, mantiene unidos todos los elementos porque su personaje se mantiene creíble durante toda la obra».

## Historial de lanzamientos y proyecciones destacables
| País              | Fecha de estreno        | Notas                                          |
| ----------------- | ----------------------- | ---------------------------------------------- |
| Bélgica (Amberes) | 1 de agosto de 2007     | Premier                                        |
| Bélgica           | 8 de agosto de 2007     |                                                |
| República Checa   | julio de 2010           | Festival Internacional de Cine de Karlovy Vary |
| Canadá            | 18 de noviembre de 2010 | Ottawa European Union Film Festival            |
| Canadá            | 26 de noviembre de 2010 | Vancouver European Union Film Festival         |
| Malasia           |                         | European Union Film Festival                   |

Fuente: